# Pietro Ghersi

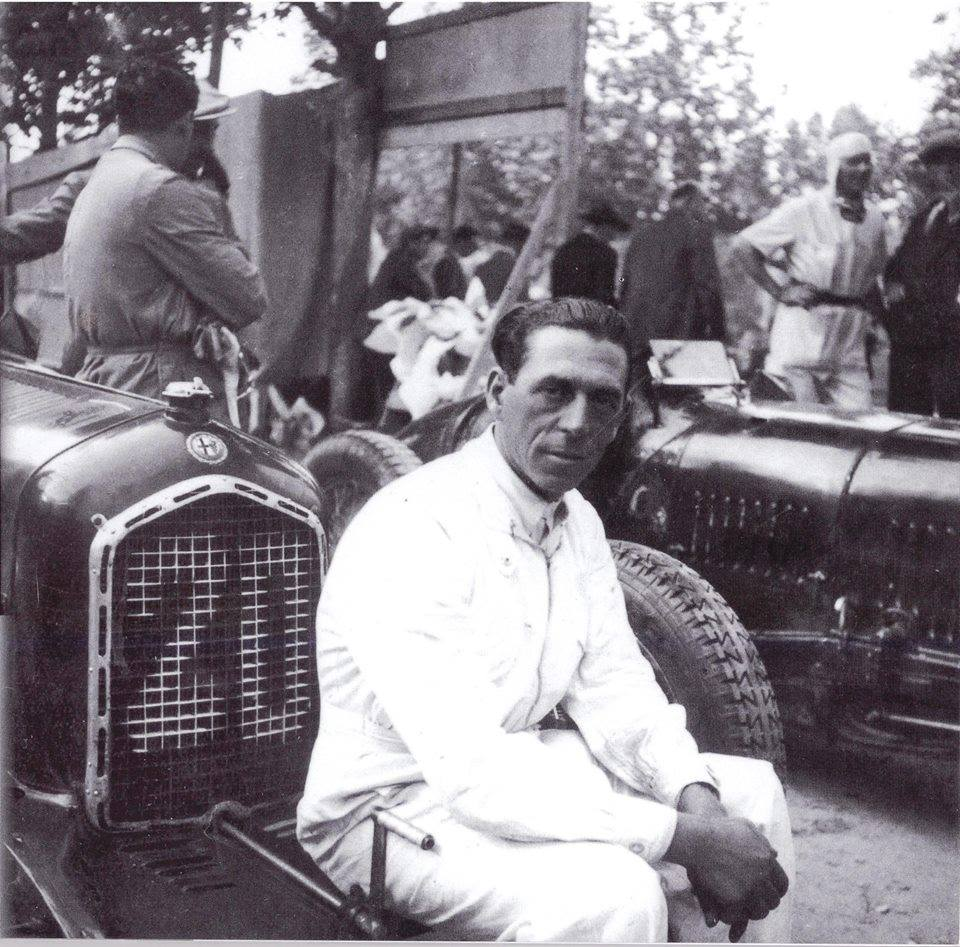
Pietro Ghersi 1934

Pietro Ghersi (* 1899 in Genua; † 1. August 1972 ebenda) war ein italienischer Automobil- und Motorradrennfahrer.

## Karriere
Pietro Ghersi gewann 1924 auf einer 500-cm³-Moto-Guzzi das Circuito-del-Lario-Rennen am Comer See sowie den Halbliterlauf beim AVUS-Rennen in Berlin. 1925 wurde er auf Norton beim IV. Großen Preises der Nationen auf dem Circuito di Milano hinter Mario Revelli di Beaumont Vize-Europameister der 500-cm³-Klasse. Im selben Jahr gewann er auf A.J.S. die Italienische Straßenmeisterschaft in der 350er-Kategorie. 1928 siegte der Italiener auf Norton beim Großen Preis von Deutschland auf dem Nürburgring in der 350er-Klasse.
Zusammen mit seinem Bruder Mario und Luigi Arcangeli startete Pietro Ghersi 1926, 1929 und 1930 auf Moto Guzzi bei der Tourist Trophy auf der Isle of Man, die damals als schwierigstes Motorradrennen der Welt galt. 1926 drehte er im 250-cm³-Rennen (Lightweight-TT) die schnellste Rennrunde und erreichte den zweiten Platz hinter dem Iren Paddy Johnston. Nach dem Rennen wurde er jedoch wegen der Verwendung eines nicht angemeldeten Zündkerzentyps disqualifiziert. 1929 führte der Italiener das 250er-Rennen an, musste aber wegen eines Motorschadens frühzeitig aufgeben. 1930 stürzte er im Training am Goosenack und konnte nicht beim Rennen antreten.
Bereits ab 1927 trat Pietro Ghersi sowohl bei Automobil- als auch bei Motorradrennen an. 1929 belegte er auf OM den fünften Rang bei der Mille Miglia. Im Jahr 1930 gewann Ghersi zusammen mit Attilio Marinoni auf Alfa Romeo 6C 1750 GS das 24-Stunden-Rennen von Spa-Francorchamps und wurde zusammen mit Franco Cortese Vierter bei der Mille Miglia. Im März 1933 gründete der Italiener in Genua sein eigenes Rennteam, das über einen 2,3-Liter-Bugatti Type 35, einen 1.1-Liter-Maserati-Monoposto und einen 2,3-Liter-Alfa-Romeo verfügte. 1934 startete Ghersi für die Scuderia Ferrari, 1935 und 1936 wieder auf einem privaten Maserati 8CM. Nachdem er 1937 nur wenige Rennen bestritten hatte, trat Ghersi 1938 und 1939 für die Scuderia Torino auf Alfa-Romeo-Grand-Prix-Wagen und Maserati-Voiturettes bei zahlreichen Rennveranstaltungen an. Danach beendete er seine aktive Laufbahn.

## Erfolge
- 1925 – Italienischer 350-cm³-Meister auf A.J.S.